# État tributaire

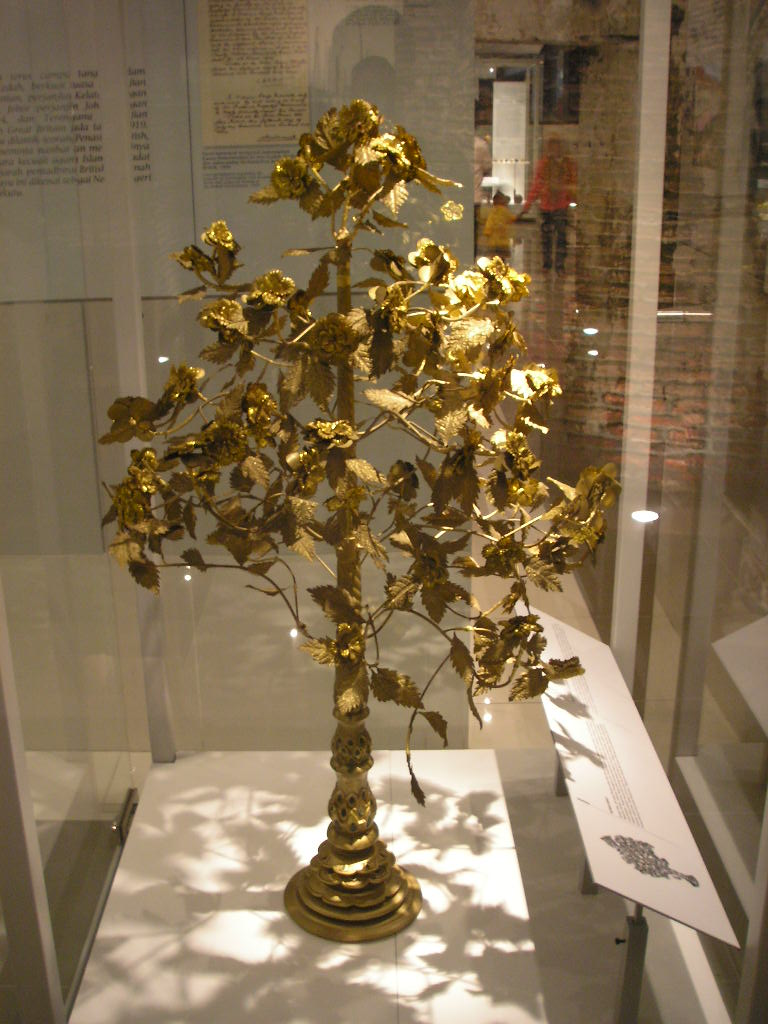
Bunga mas, une forme d'hommage envoyé au roi d'Ayutthaya depuis ses États vassaux de la péninsule malaise

Un État tributaire est un État pré-moderne dans un type particulier de relation de subordination en tant qu'État client d'un État plus puissant qui implique l'envoi d'un signe régulier de soumission, ou tribut, au pouvoir supérieur (le suzerain),. Ce signe prend souvent la forme d'un transfert substantiel de richesse, tel que la livraison d'or, de produits ou d'esclaves, de sorte que le tribut puisse être considéré comme le paiement d'une somme d'argent de protection. Ou peut-être est-ce plus symbolique : parfois, il s'agit simplement de la remise d'une marque de soumission comme le bunga mas (fleur d'or) que les dirigeants de la péninsule Malaise envoient aux rois de Siam, ou le faucon maltais que le Grand Maître de l'Ordre de Saint-Jean envoie chaque année au Vice-roi de Sicile afin de gouverner Malte. Cela peut également impliquer la présence du dirigeant subordonné à la cour de l’hégémon afin de faire une démonstration publique de sa soumission.
Les héritiers modernes des hégémons tributaires tendent à affirmer que la relation tributaire doit être comprise comme une reconnaissance de la souveraineté de l'hégémon dans le monde moderne, alors que les anciens États tributaires nient tout transfert de souveraineté.
Un système d'hommage formel s'est développé en Asie de l'Est, de nombreux pays et régions voisins d'Asie de l'Est, d'Asie centrale et du Sud-Est devenant des États tributaires de diverses dynasties chinoises,
À Al-Andalus, la dernière dynastie maure nasride de l'émirat de Grenade rend hommage à la Couronne de Castille (Espagne actuelle). Les États tributaires, généralement situés à la périphérie de l'Empire ottoman, sont soumis à une vassalité sous différentes formes. Certains sont autorisés à choisir leurs propres dirigeants, tandis que d’autres payaient un tribut pour leurs terres. Dans le système colonial occidental, les États non occidentaux étaient parfois incorporés dans un empire européen sous forme de Protectorats.

## Voir également
- Tribut
- Bunga mas
- Sphère d'influence
- Suzeraineté
- État vassal
- Gouvernement fantoche
- État satellite
- État client